# 加藤達也 (ジャーナリスト)
加藤 達也（かとう たつや、1966年〈昭和41年〉 - ）は、日本のジャーナリスト、国家公務員。元産経新聞社会部編集委員。

## 来歴
東京都出身。駒澤大学卒業 後、1991年産経新聞東京本社に入社。社会部で警視庁（公安部門）などを担当。2004年、韓国・延世大学校で語学研修（-2005年）。その後、社会部、外信部 を経て2010年11月からソウル特派員、2011年11月から2014年9月までソウル支局長を務めた。2014年10月1日付で社会部編集委員に異動した。

ソウル支局長時代の2014年8月に韓国検察から産経新聞ソウル支局長名誉毀損起訴事件で起訴されるが無罪となった。
2016年9月12日、第25回 山本七平賞受賞。
2021年9月1日より内閣情報調査室内閣審議官兼情報分析官（調査室次長の直轄ポスト）。

## 著書
- 『なぜ私は韓国に勝てたか 朴槿惠政権との500日戦争』産経新聞出版 2016年1月 ISBN 9784819112741

## 番組出演

### テレビ
- BSフジLIVE プライムニュース（BSフジ） - 2014年10月9日（FNNソウル支局からの中継出演）、2015年12月17日、2016年12月13日
- そこまで言って委員会NP[6]（読売テレビ） - 2016年1月24日
- バイキング（フジテレビ） - 2016年11月11日
- ニュース女子（DHCテレビ） - 2017年9月4日、12月11日

### インターネット動画配信
- 真相深入り!虎ノ門ニュース（DHCテレビ） - 2017年5月16日、12月12日

### ラジオ
- お早う! ニュースネットワーク（ニッポン放送）- 2018年4月27日、6月12日
- 高嶋ひでたけのあさラジ!（ニッポン放送） - 2015年4月15日、2016年12月14日
  - あさラジスペシャル　佐藤優の緊急提言! どうするニッポンの選択! [7] - 2015年6月8日
- 辛坊治郎ズーム そこまで言うか![8]（ニッポン放送） - 2015年12月18日